# Великие Миньки
Великие Миньки (укр. Великі Міньки) — село в Народичском районе Житомирской области на Украине. Основано в 1648 году.
Население по переписи 2001 года составляет 10 человек. Занимает площадь 0,394 км².
Код КОАТУУ — 1823780403. Почтовый индекс — 11452. Телефонный код — 4140.

## Адрес местного совета
11452, Житомирская область, Народичский р-н, с. Базар. Тел. 9-43-49.